# Stomatochaeta
Stomatochaeta là một chi thực vật có hoa trong họ Cúc (Asteraceae).

## Loài
Chi Stomatochaeta gồm các loài: